# Embassament de Guadalest
L'embassament de Guadalest és un embassament situat al terme municipal del Castell de Guadalest, a la comarca valenciana de la Marina Baixa. Altres municipis pròxims al pantà són Benimantell, Benifato i Beniardà.
L'embassament rep les aigües del riu Guadalest, afluent el riu Algar. Amb una capacitat de 13 hm³ i una superfície de làmina de 86 hà. La presa, de 77,2 metres d'altura, és de gravetat.